# Bessenyei György
Bessenyei György (Tiszabercel, 1746 vagy 1747 – Pusztakovácsi (ma Bakonszeg), 1811. február 24.) császári testőrtiszt, költő, a magyar felvilágosodás egyik meghatározó egyénisége, a bihari remete.

## Élete
Bessenyei Zsigmond vármegyei táblabíró és Ilosvay Mária fiaként született, Tiszabercelen.
1755-ig szülőfalujában élt, majd 1760-ig a sárospataki kollégium diákja volt. Végzése után apja hazavitte, s egy évig házi tanításban részesítette, ami főként latin stílusgyakorlatokat jelentett; ezután szellemileg tétlenül, harci tudományokkal (vívás, lovaglás, lövészet) töltött négy évet a szülői házban. Szabolcs vármegye ajánlására, remek testi felépítése és katonai képességei révén, 1765. június 8-ától Mária Terézia Bécsben (1760-tól működő) magyar testőrségében teljesített szolgálatot.
Ez az időpont nemcsak Bessenyeire, de a magyar irodalomra nézve is nevezetes. A tudományokban, idegen nyelvekben csaknem teljesen járatlan, 19 éves ifjú ugyanis a francia műveltségű császári udvarnál elmaradottságát szégyenkezve tapasztalta. Nemes elhatározással és erős eltökéltséggel hozzáfogott, hogy hiányosságait magánszorgalommal pótolja. Mi sem természetesebb, mint hogy az udvarnál a francia irodalom remekeivel, különösen az akkor leginkább bámult és olvasott Voltaire műveivel ismerkedett meg. Eközben önkéntelenül párhuzamot vont a nyugati népek és a magyar nemzet műveltsége között, és fájdalommal kellett beismernie országunk elmaradottságát e téren. Ebben az időben hazánkban a politikai és irodalmi élet csaknem teljesen pangott, nemzeti létről szinte szó sem lehetett, mert a főrangúak nagyrészt Bécsben tartózkodtak; franciául, németül beszéltek és olvastak, a középosztály, az ún. honoráciorok osztálya pedig a latint alkalmazta, úgyhogy a magyar nyelv használata – kevés meg nem hallgatott buzgólkodó kivételével – csaknem teljesen az asszonyokkal és parasztokkal való érintkezésre szorítkozott. Bessenyei mindezt jól látta, érezte, és amint tanulmányaiban előrehaladt, ki akarta azoknak eredményét terjeszteni nemzetére is; mintegy fel akarta népét rázni álmából, hogy elmaradottsága miatt el ne vesszen: így nemcsak magának tanult, hanem ugyanakkor nemzete számára is tevékenykedett.
Bámulatos eréllyel és kitartással tanult egyszerre nyelveket, filozófiát, történelmet és irodalmat, sőt a Bibliát is és minthogy magát a kitűzött cél megvalósítására egy új magyar irodalom megteremtésére elég erősnek nem érezte, társakat keresett, és talált is testőrtársai és otthoni barátai között. Barcsay Ábrahám és Báróczi Sándor Bécsben, Orczy Lőrinc, Ráday Gedeon, Ányos Pál, Péczeli József, Teleki Ádám, Teleki József itthon mint Bessenyei eszméjének és kezdeményezésének főbb pártolói, csakhamar szövetkeztek egymással a nagy nemzeti eszme keresztülvitelére, és megalapították irodalmunkban az ún. franciás, vagy új klasszikai irányt, melynek célja különösen francia írók tanulmányozása, ismertetése és utánzása által az volt, hogy az elmaradt magyar nemzetet az haladóbb nyugati civilizáció utolérésére és azzal együtt meghaladásra segítse, ösztönözze. Senki annyi igaz lelkesedéssel, annyi alapos tanulással és annyi eredménnyel e cél megvalósításán nem munkálkodott, mint éppen maga Bessenyei. 1765-től 1772-ig csak leveleivel, buzdításaival mozgósított, 1772-ben pedig megindította művei sorozatát, oly termékenységgel, hogy nem egészen tíz év alatt mintegy 24 munkája jelent meg nyomtatásban.
Tanulmányai közben, 1768 végén és 1769 elején Itáliába utazott. 1772-ben megjelent a magyar felvilágosodás kezdetének tekintett Ágis tragédiája című műve.
Egy ideig a reformátusok titkos ügynöke volt Bécsben, amiért a négy szuperintendenciától 2000 forint évdíjat húzott. Ezen hivatala mellett bőségesen volt ideje az irodalomnak szentelnie magát. Betegsége és elhízottsága miatt 1773-ban gárdahadnagyi rangban kilépett a testőrségből. 1775-ben elvesztette a református szuperintendenciáktól kapott évi illetményt, így leginkább anyagi okokból, Mária Terézia óhajára, 1779. augusztus 15-én a katolikus vallásra tért át, amiért a királynő évi 2000 forint kegydíjat adott neki és kinevezte az udvari könyvtár tiszteletbeli őrévé. A királynő halála után, 1780-ban II. József császár megvonta tőle a kegydíjat, emiatt nem volt már Bécsben miből megélnie, ezért már 1782-ben hazaköltözött anyjához Bercelre, majd 1785-ben Bihar vármegyében fekvő pusztakovácsi birtokára.
Életét itt is folytonos munkálkodással töltötte, de a vezérszerep már kiesett kezéből és itt írt munkáinak nagy része kéziratban maradt. Mellőztetése fájt neki, de azért szakadatlanul dolgozott, panaszkodott, filozofált rideg magányában.
1804-ig élt remeteéletet, amikor bátyjának, Lászlónak leánya, Anna odaköltözött hozzá ápolónak. Végrendeletét 1810. november 27-én írta, amikor már súlyos beteg volt, és 1811. február 25-én bontották fel. Amilyen filozofáló életet élt és csendes napjait mezei gazdálkodással, írás-olvasással töltve, csak kevés emberrel érintkezett; olyannak óhajtotta a temetését is: rokonai hantolták el egyházi szertartás nélkül, udvarháza kertjében, egy nagy árnyékos fa alá. Haláláról az első hír a Hazai és Külföldi Tudósításokban, június 8-án jelent meg, ahol róla mint néhány héttel korábban elhunytról emlékeznek meg; innen került halálának ideje, tévesen májusiként legtöbb életrajzába.
Hamvait 1940-ben átszállították Nyíregyházára.

## Munkássága
Minden lojalitása mellett a francia irodalom, felvilágosodás szabad eszméit senki nála bátrabban és nyíltabban nem hirdette. Ez arra is megtanította, hogyan lehet valamely nemzet irodalma nemzeti és mégis egyetemes; a magyar irodalom újjáteremtésénél ő is ezt a két elvet tűzte ki irányadóul. Munkálkodása közben legfőképpen Voltaire életműve lebegett szemei előtt, akinek hatását bölcsészeti, társadalmi és költői művein mindenhol meg lehet ismerni. De ha nemzetiségi kérdésről volt szó, tudott önálló is lenni. Így a francia klasszikusoknak azt a törvényét, hogy lehetőleg ókori témákat kell drámában feldolgozni, nemigen tartotta meg, és tragédiáiban magyar nemzeti hagyományokat választ tárgyául.
1945 óta, színdarabjai közül csak A filozófust mutatták be. 1971-ben főiskolai vizsgaelőadáson Nagy András László; 2011-ben, a Budapesti Katona József Színházban Gothár Péter rendezte.

## Művei
1. Ágis tragédiája öt játékban, versekben és Agiaris keserve. Bécs, 1772 (Mária Teréziának ajánlva) címlap Régi Magyar Könyvtár 13. 1899
2. Hunyadi László tragédiája, három játékban, versekben. Bécs, 1772 (Ez volt első munkája, 1676-ban irva; toldalékul: vegyes versei)
3. Az embernek próbája, philosophiai költemény négy levélben. Bécs, 1772 (toldalékul ismét elegyes versek, s kötetlen darabok)
4. Az eszterházi vigasságok. Bécs, 1772 (Végen: Delfén. Ism. Vajda Viktor Főv. Lapok 1881. 280. sz.) Az eszterházi vigasságok Delfén : Magyarországnak törvényes állása. 1. r. Magyar Irodalmi Ritkaságok (55.). Egyetemi Nyomda, Budapest, 1941
5. Buda tragédiája öt játékban. Pozsony, 1773 (Versben; Kézirata a Nemzeti Múzeumban. Ism. Főv. Lapok 1882. 9. sz. 2. kiadás. Attila s Buda trag. Pozsony, 1787)
6. A szent apostol Tamás, mint ellene állhatatlan bizonysága a Jézus Krisztus istenségének... németből fordította (Mária Terézia parancsára) Pozsony, 1773
7. Die Amerikaner (kézirat? Megjelenéséről nincs tudomás) Kazinczy Ferencz magyarra fordította ezen czímmel: Az amerikai Podotz és Kazimir keresztyén vallásra való megtérése. Kassa, 1776
8. Lucanus első könyve. Pozsony, 1776
9. A Bessenyei György Társasága. Bécs, 1777 (egy kis gyűjtelék saját, úgy Orczy, Barcsay és Báróczi verseikből, kik mint költők először itt léptek fel
10. Futó darabok. Bécs, 1777 (philosophiai s tanköltői darabokkal)
11. Anyai oktatás. Bécs, 1777 (erkölcsi levelei egy anyának leányához)
12. A mi urunk Jézus Krisztus haláláról való gondolatok, francziából. Pozsony, 1777 (Censurai példány a nemzeti múzeumban. Az előszóul szolgáló tudósításból tudjuk meg, hogy eredetileg Mária Terézia francia nyelven írta, s kinyomatta Bécsben. E műnek egy példányát magától a királynétól kapta és ezt fordította le)
13. A filozófus (vígjáték 5 játékban.) Pest, 1777. 2. kiadás. Bpest. 1881. Gyulai Pál előszavával. Olcsó könyvtár 138. (Először adatott a budai szinpadon 1792. jún. 4., azután jún. 9. és 1793. júl. 10. 1881-ben ismét adatott a nemzeti szinházban. Ism. P. Napló 219. 220. sz. Pulszky K. Vasárn. Ujság 33. Gyulai Pál. Hon 226. Magyarország 222. 226. sz.
14. Die Geschäfte der Einsamkeit Wien, 1777 (bölcseleti tartalommal)
15. Hunyadi János élete és viselt dolgai. Bécs. 1778
16. Magyarság. H. n., 1778. (szózat a magyar nyelvnek a tudományokban felvétele iránt; újra kinyomtatva a Tud. Gyűjt. 1896. l.)
17. A holmi. Bécs, 1779 (bölcseleti, irodalmi és költői tartalommal)
18. A magyar néző (Bécs, 1779, bölcseleti)
19. A hármas vitézek, vagy triumviratus (szomj. 5 felv.) Voltaire szerint. Bécs, 1779
20. Galant levelek (Jankovich szerint Bécs, 1779–80. franciául is: Lettres Galantes cím alatt)
21. Atilla és Buda tragédiája; Landerer, Pozsony–Kassa, 1787
22. Egy magyar társaság iránt való jámbor szándék. Bécs, 1790 (A tek. és ns. magyar hazának kegyelmes és nagys. főrendihez... egy hazáját és nemzetét híven szerető magyar; iratott 1781-ben, kiadta a szerző neve nélkül Révai az országgyűlés alatt)
23. A természet világa (1799); (Régi Magyar Könyvtár 7. Budapest, 1898)
24. Tarimenes utazása (1804)
25. A philosophus. Vígjáték; 2. kiad.; Franklin, Bp., 1881 (Olcsó könyvtár)
26. A bihari remete vagy A világ így megyen; Városi Ny., Debrecen, 1894
27. A természet világa vagy A józan okosság; kéziratból kiad. Bokor János; Franklin, Bp., 1898 (Régi magyar könyvtár)
28. Ágis tragédiája. Bécs 1772; kiad.: Lázár Béla.; Franklin, Bp., 1898 (Régi magyar könyvtár)
29. Lais vagy Az erkölcsi makacs. Vígjáték öt felvonásban; kéziratból kiad. Lázár Béla; Franklin, Bp., 1899 (Régi magyar könyvtár)
30. Az embernek próbája. 1772. és 1803; kiad. Harsányi István.; Akadémia, Bp., 1912 (Régi magyar könyvtár)
31. Kazinczy Ferenc: Az amerikai Podocz és Kazmir keresztyén vallásra való megtérése; Bessenyei német eredetijével együtt kiad. és bev. Weber Arthur; Akadémia, Bp., 1914 (Régi magyar könyvtár)
32. A philosophus. Vígjáték; bev. Waczulik László; Uránia, Bp., 1929 (Nemzeti irodalmunk)
33. Hunyadi; Berzsenyi Dániel Reálgimnázium VII. osztályának költségével, Bp., 1929
34. Tariménes utazása. Szatirikus állambölcseleti regény 1804; Berzsenyi Dániel reálgimnázium ifjúsága, Bp., 1930
35. Egy magyar társaság iránt való jámbor szándék; Egyetemi Ny., Bp., 1931 (Magyar irodalmi ritkaságok)
36. A törvénynek útja; Egyetemi Ny., Bp., 1931 (Magyar irodalmi ritkaságok)
37. Bessenyei György kisebb költeményei; Reálgimnázium Bessenyei Önképzőkör, Nyíregyháza 1931
38. Magyarság; Egyetemi Ny., Bp., 1932 (Magyar irodalmi ritkaságok)
39. Anyai oktatás; sajtó alá rend. Sebestyén Erzsébet; Egyetemi Ny., Bp., 1932 (Magyar irodalmi ritkaságok)
40. Hunyadi László tragédiája. Három játékban és versekben; bev. Belohorszky Ferenc; s.n., Nyíregyháza, 1935
41. Magyarországnak törvényes állása, 1–3.; sajtó alá rend. Augusztinovicz Elemér, Benkő László; Egyetemi Ny., Bp., 1941 II. – III.
42. Galant levelek; sajtó alá rend. Kisfaludi Sándor; Egyetemi Ny., Bp., 1941 (Magyar irodalmi ritkaságok)
43. A magyar nemzetnek szokásairól, erkölcseiről; sajtó alá rend. Vajda László; Egyetemi Ny., Bp., 1942
44. A társaságnak eredete és országlása; Egyetemi Nyomda, Budapest, 1942.  (Magyar irodalmi ritkaságok)
45. A philosophus. Vígjáték; bev. Waczulik László; 2. kiad.; Uránia, Bp., 1942 (Nemzeti irodalmunk)
46. Bessenyei György vidám írásai. Egy vadember tapasztalatai; vál., bev. Hegedűs Géza; Szikra, Bp., 1946 (Szikra kis könyvtár)
47. Bessenyei György válogatott művei; sajtó alá rend., bev. Szauder József Szépirodalmi, Bp., 1953 (Magyar klasszikusok)
48. Bessenyei György válogatott írásai; vál., utószó Vajthó László; Magyar Helikon, Bp., 1961 (Kis magyar múzeum)
49. Rómának viselt dolgai, 1–2.; szerk., jegyz. Ádámné Révész Gabriella, bev. Neményi Kázmér, Pénzes János; Tankönyvkiadó–Szabolcs-Szatmár Megyei Tanács, Bp.–Nyíregyháza, 1966–1972
50. A filozófus. Komédia; mai színpadra alkalmazta, rendezői utószó Dániel Ferenc; NPI, Bp., 1970 (Színjátszók kiskönyvtára)
51. Tolerantia. 1778; kéziratból sajtó alá rend., utószó Némedi Lajos, Bessenyei György Tanárképző Főiskola, Nyíregyháza, 1978
52. A holmi; sajtó alá rend. Bíró Ferenc; Akadémiai, Bp., 1983 (Bessenyei György összes művei)
53. Prózai munkák, 1802–1804; sajtó alá rend. Kókay György; Akadémiai, Bp., 1986 (Bessenyei György összes művei)
54. Bessenyei György válogatott művei; vál., szöveggond., jegyz. Bíró Ferenc; Szépirodalmi, Bp., 1987 (Magyar remekírók)
55. Színművek. Hunyadi László trágédiája. Buda trágédiája. Ágis trágédiája. Lais vagy az erkölcsi makacs. A' filosófus. A hármas vitézek. Galant levelek. Tudósítás; sajtó alá rend. Bíró Ferenc; Akadémiai, Bp., 1990 (Bessenyei György összes művei)
56. Idegen nyelvű munkák és fordítások, 1773–1781; sajtó alá rend. Kókay György, ford. Kazinczy Ferenc, R. Szilágyi Éva; Akadémiai, Bp., 1991 (Bessenyei György összes művei)
57. Költemények; sajtó alá rend. Gergye László; Akadémiai, Bp., 1991 (Bessenyei György összes művei)
58. A természet világa vagy A józan okosság; szerk. Marton Jenőné, Kovács Andrásné, Simor András; Táncsics Gimnázium, Bp., 1991 (Táncsics-sorozat)
59. Rómának viselt dolgai, 1–2.; sajtó alá rend. Penke Olga; Argumentum–Akadémiai, Bp., 1992 (Bessenyei György összes művei)
60. Társadalombölcseleti írások, 1771–1778; sajtó alá rend. Kulcsár Péter; Argumentum–Akadémiai, Bp., 1992 (Bessenyei György összes művei)
61. Tariménes útazása; sajtó alá rend. Nagy Imre; Balassi, Bp., 1999 (Bessenyei György összes művei)
62. Időskori költemények; sajtó alá rend. Penke Olga; Balassi, Bp., 1999 (Bessenyei György összes művei)
63. Programírások, vitairatok, elmélkedések. 1772–1790; sajtó alá rend. Bíró Ferenc; Argumentum–Akadémiai, Bp., 2007 (Bessenyei György összes művei)
64. Bessenyei György összes versei, 1747–1811; Fapadoskonyv.hu, Bp., 2009
65. Bessenyei György válogatott írásai; Fapadoskonyv.hu, Bp., 2011
66. Emeld nemzetedet! Válogatott művek breviáriuma; szerk. Futaky László; Bessenyei György Irodalmi és Művelődési Társaság, Nyíregyháza, 2011

## Emlékezete, kultusza
- Bessenyei György-díj
- 1922-ben felvette nevét a ma is működő kisvárdai Bessenyei György Gimnázium
- Bessenyei almanach … évre; szerk. Szohor Pál; Jóba Ny., Nyíregyháza, 1931
- Magyar művelődés. A Magyar Öregdiák Szövetség – Bessenyei György Kör időszaki tájékoztatója; szerk. Nagy Károly; Magyar Öregdiák Szövetség–Bessenyei György Kör, New Burnswick, 1978
- Bánszki István: A Szabolcsvármegyei Bessenyei György Művelődési Kör története. 1898-1949; Bessenyei György Irodalmi és Művelődési Társaság, Nyíregyháza, 1989
- Magyar Öregdiák Szövetség – Bessenyei György Kör / Hungarian Alumni Association. Összefoglalók (1960-1990), dokumentumok (1990. június–1993. június) a Magyar Öregdiák Szövetség – Bessenyei György Kör működéséről; összeáll. Nagy Károly; Magyar Öregdiák Szövetség – Bessenyei György Kör, New Brunswick, 1993
- Tiszabercel, Bessenyei Emlékház; szöv. Baranyi Ferenc, Páll István, fotók Belánszky-Demkó Péter, Erdész Sándor, Páll István; Múzeumfalu Baráti Köre, Nyíregyháza, 1997 (Múzeumok, kiállítóhelyek Szabolcs-Szatmár-Bereg megyében)
- Nagy Károly: Emigránsok küldetésben. Magyar Öregdiák Szövetség – Bessenyei György Kör, Hungarian Alumni Association, 1960–2000; Csokonai, New Brunswick–Debrecen, 2000
- A Bessenyei Irodalmi Társaság 20. éves jubileumi évkönyve, 2007; szerk. Csermely Tibor; Bessenyei Irodalmi Társaság Elnöksége, Nyíregyháza, 2008 (Bessenyei almanach)
- Kovács Tiborné: A Bessenyei Irodalmi Társaság 20 éves története, 1987-2007; Bessenyei Irodalmi és Művelődési Társaság, Nyíregyháza, 2009
- Bessenyei György tiszteletére domborművet helyeztek el a szegedi Nemzeti Emlékcsarnokban, a Dóm tér déli oldalán, ifj. Mátrai Lajos alkotását.[2]
- „Bihari remeteségét” Áprily Lajos szép szonettel örökítette meg: Bessenyei. Fülöp Károlynak

Tornácon állt s a pusztaságra nézett:

keletre szállt az elzengett vihar.

Szökött felhőit hívta már a fészek,

a sziklából rakott öreg Bihar.
Nyugat felé, piros látóhatáron

jelenés támadt, lenge délibáb

(nagyon távolról, túl a délibábon

marsot fújtak a testőr-trombiták):
Egy park a vágyak tündér-városából,

gáláns ünnep, bizalmas öblü páholy,

s egy gárda-bál, meleg hullámra ringó:
esték, amikor költő volt s király –

künn megszólalt a mélabús tilinkó

s lassan beballagott az esti nyáj.

## Szakirodalom
- Az újabb magyar irodalom ismertetése a XVIII. század közepétől mostanig. Első szakasz: Bessenyeitől Vörösmarty Mihályig; Szt. István Társulat, Pest 1860
- Závodszky Károly: Bessenyei György. Irodalmi tanulmány; Kisfaludy-Társaság, Pest, 1872
- Rózsa Géza: Bessenyei mint drámaíró; Gutenberg Ny., Bp., 1893
- Marton József: Magyar Voltaire. Bessenyei György, magyar enciklopedisták; szerzői, Nagyszombat, 1900
- Zoványi Jenő: Bessenyei György mint ref. főconsistoriumi titkár; Református Főiskola Ny., Sárospatak, 1909
- Pintér Jenő: A magyar irodalom története a legrégibb időktől Bessenyei György fellépéséig, 1-2.; Rényi Károly, Bp., 1909
- Császár Elemér: Bessenyei akadémiai törekvései; Akadémia, Bp., 1910 (Értekezések a nyelv- és széptudományok köréből)
- Császár Elemér: Bessenyei György emlékezete; Franklin Ny., Bp., 1911
- Belohorszky Ferenc: Bessenyei és A philosophus; Dunántúl Ny., Bp., 1929 (A Budapesti Kir. Magy. Pázmány Péter Tudományegyetem Magyar Irodalomtörténeti Intézete)
- Fischer Júlia: A nevelés gondolata Bessenyei György munkáiban; Árpás ny., Szeged, 1934 (Értekezések a Kolozsvári M. Kir. Ferenc József Tudományegyetem Paedagogiai Intézetéből. Új sorozat)
- Belohorszky Ferenc: Bessenyei György. Irodalmi tanulmány; Klafter Ny., Nyíregyháza, 1934
- Pallós Jenő: Millot és Bessenyei; Sárkány Ny., Bp., 1934 (Bibliothèque de l'Institut Français à l'Université de Budapest)
- M. Juhász Margit: Bessenyei-mozaikok; Stephaneum Ny., Bp., 1934
- Csóka J. Lajos: Bessenyei György és a bécsi udvar; s.n., Pannonhalma, 1936 (A Pannonhalmi Szemle könyvtára)
- Belohorszky Ferenc: A Bessenyei irodalom; Kétz Ny., Nyíregyháza, 1941 (A Bessenyei Társaság kiadványai)
- Kardos Ingeborg Klára: A humor a régi magyar irodalomban. A kódexektől Bessenyeiig; Ablaka Ny., Szeged, 1942 (Értekezések a M. Kir. Horthy Miklós Tudományegyetem Magyar Irodalomtörténeti Intézetéből)
- Merényi Oszkár: Irodalom és nemzeti közösség 2. Bessenyei György. Széplélek, vagy hősi lélek? Magyar föld és magyar irodalom. Tanulmányok; s.n., Nyíregyháza, 1943
- Merényi Oszkár: Bessenyei György. Tanulmányok; s. n., Nyíregyháza, 1943
- Gálos Rezső: Bessenyei György életrajza; Közoktatási, Bp., 1951
- Szauder József: Bessenyei; Művelt Nép, Bp., 1953 (Nagy magyar írók)
- Bíró Ferenc: A fiatal Bessenyei és íróbarátai; Akadémiai, Bp., 1976 (Irodalomtörténeti könyvtár)
- Pro memoria Bessenyei György. Tudományos Emlékülés. Nyíregyháza, 1982. október 25. Előadások; szerk. Bánszki István; Megyei Tanács, Nyíregyháza, 1982
- Bánszki István: Bessenyei-tükör. 1772-1982. Oktatási segédanyag; Bessenyei György Tanárképző Főiskola, Nyíregyháza, 1982
- Bánszki István: Így él köztünk Bessenyei György. A Bessenyei-hagyomány ápolása Szabolcs-Szatmár megyében tények és dokumentumok tükrében, 1884-1986; Móricz Megyei és Városi Könyvtár, Nyíregyháza, 1987 (Szabolcsi téka)
- Örökségünk: Bessenyei György. A Bessenyei Társaság megalakulása alkalmából rendezett tudományos ülésszak anyaga. 1987. okt. 16-17.; szerk. Bánszki István; Bessenyei Tanárképző Főiskola–Bessenyei Társaság, Nyíregyháza, 1988 (Társasági füzetek)
- Bánszki István: Bessenyei György bölcsész-költő élete, 1747-1811; Bessenyei György Irodalmi és Művelődési Társaság, Nyíregyháza, 1990
- A szétszórt rendszer. Tanulmányok Bessenyei György életművéről; szerk. Csorba Sándor, Margócsy Klára; Bessenyei, Nyíregyháza, 1998
- Nagy Imre: Utazás egy regény körül. Bessenyei György "Tariménes utazása" című regényének filológiai elemzése; Pro Pannonia, Pécs, 1998 (Pannónia könyvek)
- Egy európai magyar: Bessenyei György. Bánszki István tanulmányai; Nyíregyházi Evangélikus Kossuth Lajos Gimnázium–Bessenyei György Irodalmi Társaság, Nyíregyháza, 1999
- Csorba Sándor: Bessenyei György világa; Argumentum, Bp., 2000 (Irodalomtörténeti füzetek)
- Penke Olga: Műfaji kísérletek Bessenyi György prózájában; Kossuth Egyetemi, Debrecen, 2008 (Csokonai könyvtár)

## Szépirodalom
- Gaal Mózes: Egy magyar testőr-ifjú. Regényes elbeszélés Mária Terézia korából; Stampfel, Pozsony–Bp., 1898 (Hazafias könyvtár)
- Jósa Jolán: Bessenyei György. Hangjáték; Orosz Ny., Nyíregyháza, 1941 (A Bessenyei Társaság kiadványai)
- Kulinyi Ernő: Párducbőr. Verses színjáték; Rózsavölgyi, Bp., 1943
- Kocsis Csaba: Ezüstkert. Színjáték három felvonásban Bessenyei György bihari éveiről; Magyar Napló–Írott Szó Alapítvány, Bp., 2005
- Bessenyei almanach. A Bessenyei Irodalmi Társaság évkönyve; szerk. Csermely Tibor; Bessenyei Irodalmi Társaság Elnöksége, Nyíregyháza, 2006
- Bánszki István: Friss porszemek a Himaláján. A Bessenyei Almanach decenniuma, 2005-2014; szerzői, Nyíregyháza, 2015